# 南昆客运专线
南昆客运专线（原名云桂铁路）是中国云南省与广西壮族自治区境内的一条国铁一级电气化双线铁路，设计时速200-250km/h，起于广西南宁市的南宁站，止于云南省昆明市的昆明南站，全长715.8公里。2009年12月27日，南昆客运专线在广西百色正式开工建设，全线新建车站17个，改建车站3个，桥隧总长500公里，总投资近900亿元，工期6年。2015年12月11日，南宁至百色段开通运营；2016年12月28日全线开通，使得昆明南站至南宁站的运行时间大幅缩短至4小时30分。

## 线路概况
南昆客运专线定位为一条以客运为主、客货兼顾的西部铁路新干线，是国家《中长期铁路网规划》中的干线铁路，是我国完善铁路网布局和西部大开发的重要基础设施，是云南省境内第一条时速200km/h（预留250km/h条件）以客运为主，兼顾集装箱、轻快货物运输的出海铁路通道。铁路东起南宁枢纽的南宁站，沿既有南昆铁路走廊前行后引入既有百色站。之后向西跨过右江进入云南境内，经过文山州的富宁县、广南县和丘北县；于弥勒县江边街附近跨南盘江，经红河州的弥勒县后进入昆明的石林县，在宜良南侧再次跨越南盘江，经过阳宗镇，于昆明市呈贡新区东侧设昆明南客站，之后引入昆明枢纽。途经广西隆安县、平果市、田东县、百色市田阳区；云南文山州富宁县、广南县、丘北县，红河州弥勒市，昆明市石林县、宜良县，玉溪澄江市，正线全长709.518km，其中广西壮族自治区境内274.83km，云南省境内431.183km。

### 南宁-百色段 主要技术指标
- 铁路等级：Ⅰ级
- 正线数目：双线
- 限制坡度：12‰
- 最高速度：250km/h
- 最小曲线半径：一般5500m、困难4500m
- 牵引种类；电力
- 机车类型；动车组、SS7E
- 牵引质量：4000t
- 到发线有效长度：650m
- 闭塞类型：自动闭塞

### 百色-昆明段 主要技术指标
- 铁路等级：Ⅰ级
- 正线数目：双线
- 限制坡度：百色至昆明9‰,加力坡18.5‰；石林西至昆明南局部23.5‰
- 最高速度：200km/h（预留250km/h）
- 最小曲线半径：一般5500m、困难4500m
- 牵引种类；电力
- 机车类型；动车组、SS7E、货机HXD（百色-石林西段）
- 牵引质量：4000t
- 到发线有效长度：百色至石林西880m，石林西至昆明南650m
- 闭塞类型：自动闭塞

全线设南宁、南宁西、隆安东、平果、田东北、田阳、百色、阳圩、者桑、富宁、白腊寨、广南、珠琳、普者黑、腻革龙、新哨、弥勒、石林西、阳宗、昆明南20个车站，其中隶属南宁局的阳圩站为局间分界站。

## 车站
| 车站名称     | 所在区域       | 所在区域             | 所在区域       | 启用日期       | 连接铁路                                                      | 城市轨道交通换乘路线                |
| ------------ | -------------- | -------------------- | -------------- | -------------- | ------------------------------------------------------------- | ----------------------------------- |
| 南昆客运专线 |                |                      |                |                |                                                               |                                     |
| 南宁站       | 广西壮族自治区 | 南宁市               | 西乡塘区       | 1951年         | 南广铁路 湘桂铁路 南昆铁路 南防铁路 柳南城际铁路 南凭高速铁路 | 南宁轨道交通1号线 南宁轨道交通2号线 |
| 南宁西站     | 广西壮族自治区 | 南宁市               | 西乡塘区       | 2016年5月15日  |                                                               |                                     |
| 隆安东站     | 广西壮族自治区 | 南宁市               | 隆安县         | 2016年1月10日  |                                                               |                                     |
| 平果站       | 广西壮族自治区 | 百色市               | 平果市         | 2016年1月10日  | 南昆铁路                                                      |                                     |
| 田东北站     | 广西壮族自治区 | 百色市               | 田东县         | 2015年12月11日 |                                                               |                                     |
| 田阳站       | 广西壮族自治区 | 百色市               | 田阳区         | 1997年12月2日  | 南昆铁路                                                      |                                     |
| 百色站       | 广西壮族自治区 | 百色市               | 右江区         | 1995年         | 南昆铁路                                                      |                                     |
| 阳圩站       | 广西壮族自治区 | 百色市               | 右江区         | 2016年12月28日 |                                                               |                                     |
| 者桑站       | 云南省         | 文山壮族苗族自治州   | 富宁县         | 2016年12月28日 |                                                               |                                     |
| 富宁站       | 云南省         | 文山壮族苗族自治州   | 富宁县         | 2016年12月28日 |                                                               |                                     |
| 广南县站     | 云南省         | 文山壮族苗族自治州   | 广南县         | 2016年12月28日 |                                                               |                                     |
| 珠琳站       | 云南省         | 文山壮族苗族自治州   | 广南县         | 2016年12月28日 |                                                               |                                     |
| 普者黑站     | 云南省         | 文山壮族苗族自治州   | 丘北县         | 2016年12月28日 |                                                               |                                     |
| 弥勒站       | 云南省         | 红河哈尼族彝族自治州 | 弥勒市         | 2016年12月28日 | 弥蒙铁路                                                      |                                     |
| 石林西站     | 云南省         | 昆明市               | 石林彝族自治县 | 2016年12月28日 |                                                               |                                     |
| 阳宗站       | 云南省         | 玉溪市               | 澄江市         | 2016年12月28日 |                                                               |                                     |
| 昆明南站     | 云南省         | 昆明市               | 呈贡区         | 2016年12月28日 | 沪昆客运专线 昆玉河铁路                                       | 昆明地铁1号线 昆明地铁4号线         |
| 洛羊镇站     | 云南省         | 昆明市               | 呈贡区         | 2017年9月4日   |                                                               |                                     |
| 昆明东站     | 云南省         | 昆明市               | 官渡区         | 1958年         | 沪昆铁路 南昆铁路                                             |                                     |
| 昆明站       | 云南省         | 昆明市               | 官渡区         | 1966年         | 沪昆铁路 成昆铁路 南昆铁路                                    | 昆明地铁1号线 昆明地铁2号线         |

## 建设
- 2009年12月27日，南昆客专（雲桂鐵路）正式开工建设。
- 2011年6月20日，南昆客专小团山隧道贯通，这是云桂铁路贯通的第三个隧道，也是目前云桂线顺利贯通的首个200米以上隧道。[4]
- 2015年8月22日，由雲桂鐵路更名為南昆客运专线。
- 2015年10月，南昆客专南宁到百色段开始联调联试，预计于12月开通运营[5]
- 2015年12月11日，南宁至百色段开通运营，本线开通动车组，使用车辆为CRH2A，[6]而湛江-昆明K982/3 K984/1次、昆明-上海南T382/1次在南宁-百色区间改经南昆客专运行。[7]
- 2016年12月28日，百色至昆明段开通运营[8]，标志着南昆客运专线全线开通营运。
- 2017年5月25日，昆明南至洛羊镇段开始联调联试。[9]
- 2017年6月18日，昆明南站至昆明站联络线开启联调联试。[10]
- 2017年9月4日，昆明南至昆明段开通运营。[11]